# Federico Barba
Federico Barba (Rome, 1 september 1993) is een Italiaans voetballer die bij voorkeur als centrale verdediger speelt. Hij tekende in 2013 bij Empoli FC. Later werd hij verhuurd aan het Duitse VfB Stuttgart en weer later verkocht aan Sporting Gijón uit Spanje.

## Clubcarrière
Op vijftienjarige leeftijd kwam Barba in de jeugdopleiding van AS Roma terecht. Tijdens het seizoen 2012/13 werd hij uitgeleende aan US Grosseto FC. Op 20 oktober 2012 debuteerde hij in de Serie B tegen Modena. Hij speelde negentien wedstrijden voor US Grosseto FC in de Serie B. In augustus 2013 werd de centrumverdediger verkocht aan Empoli FC. Hij maakte zijn opwachting voor zijn nieuwe club op 5 oktober 2013 tegen Modena. In 2014 promoveerde Empoli naar de Serie A. Barba debuteerde op 20 september 2014 op het allerhoogste niveau tegen AC Cesena. Op 9 november 2014 maakte hij zijn eerste doelpunt in de Serie A tegen SS Lazio.

## Interlandcarrière
Barba vertegenwoordigde Italië –19 (zes interlands) en Italië –20 (zeven interlands, één doelpunt).